# Acronicta diffusa
Acronicta diffusa är en fjärilsart som beskrevs av Walker 1857. Acronicta diffusa ingår i släktet Acronicta och familjen nattflyn. Inga underarter finns listade i Catalogue of Life.